# Edraianthus intermedius
Edraianthus intermedius är en klockväxtart som beskrevs av Árpád von Degen. Edraianthus intermedius ingår i släktet Edraianthus och familjen klockväxter. Inga underarter finns listade i Catalogue of Life.